# Nedador de l'any

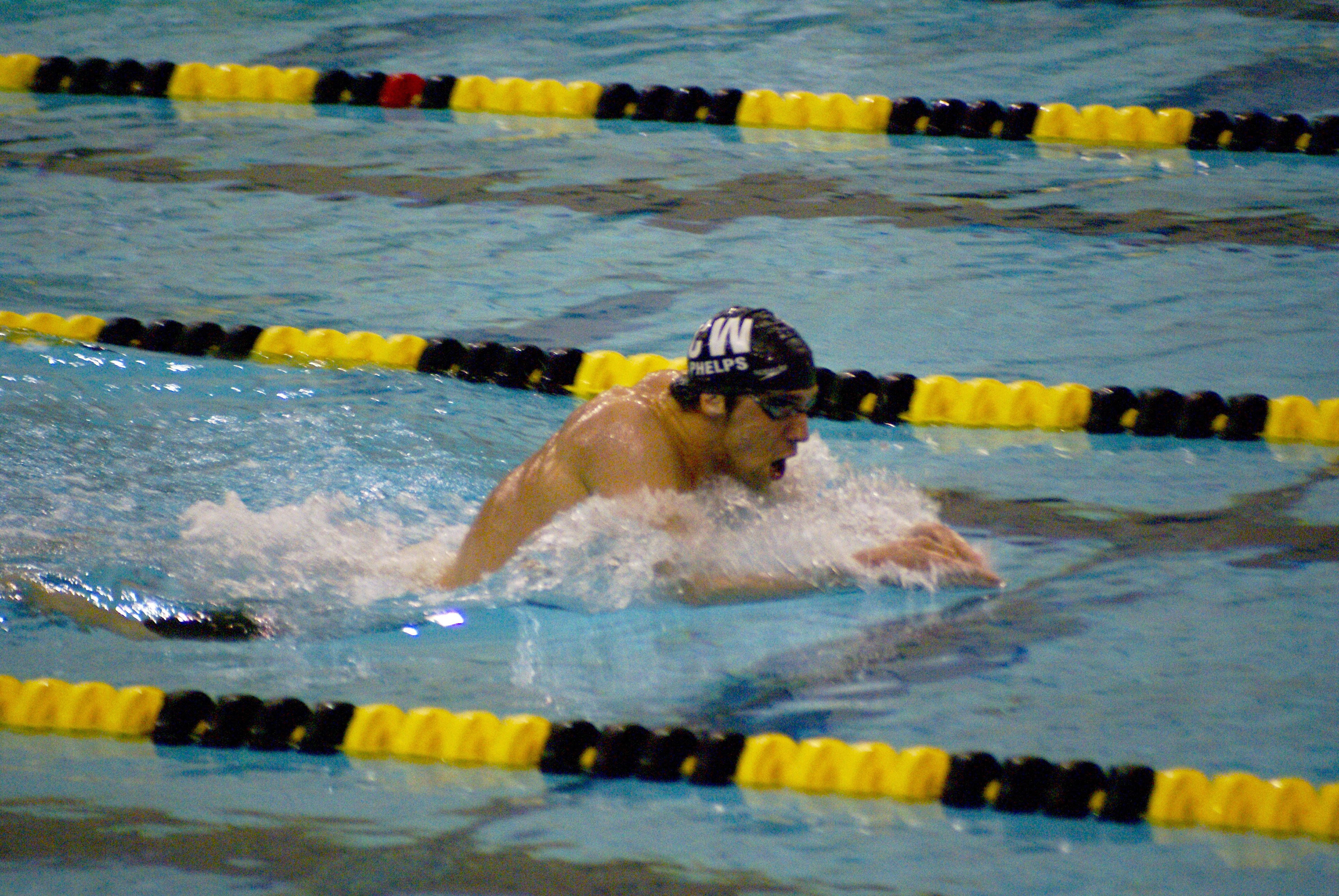
Michael Phelps

El Nedador de l'any (Swimming World Magazine Swimmers of the Year), és un conjunt de distincions que atorga la revista Swimming World Magazine, i és considerat com el premi més prestigiós de la natació mundial. Existeixen set categories: nedador mundial de l'any, nedador americà de l'any, nedador europeu de l'any, nedador del Pacífic de l'any, nedador discapacitat de l'any, nedador africà de l'any, i nedador en aigües lliures de l'any.

## Llistes per categories

### Nedador mundial de l'any

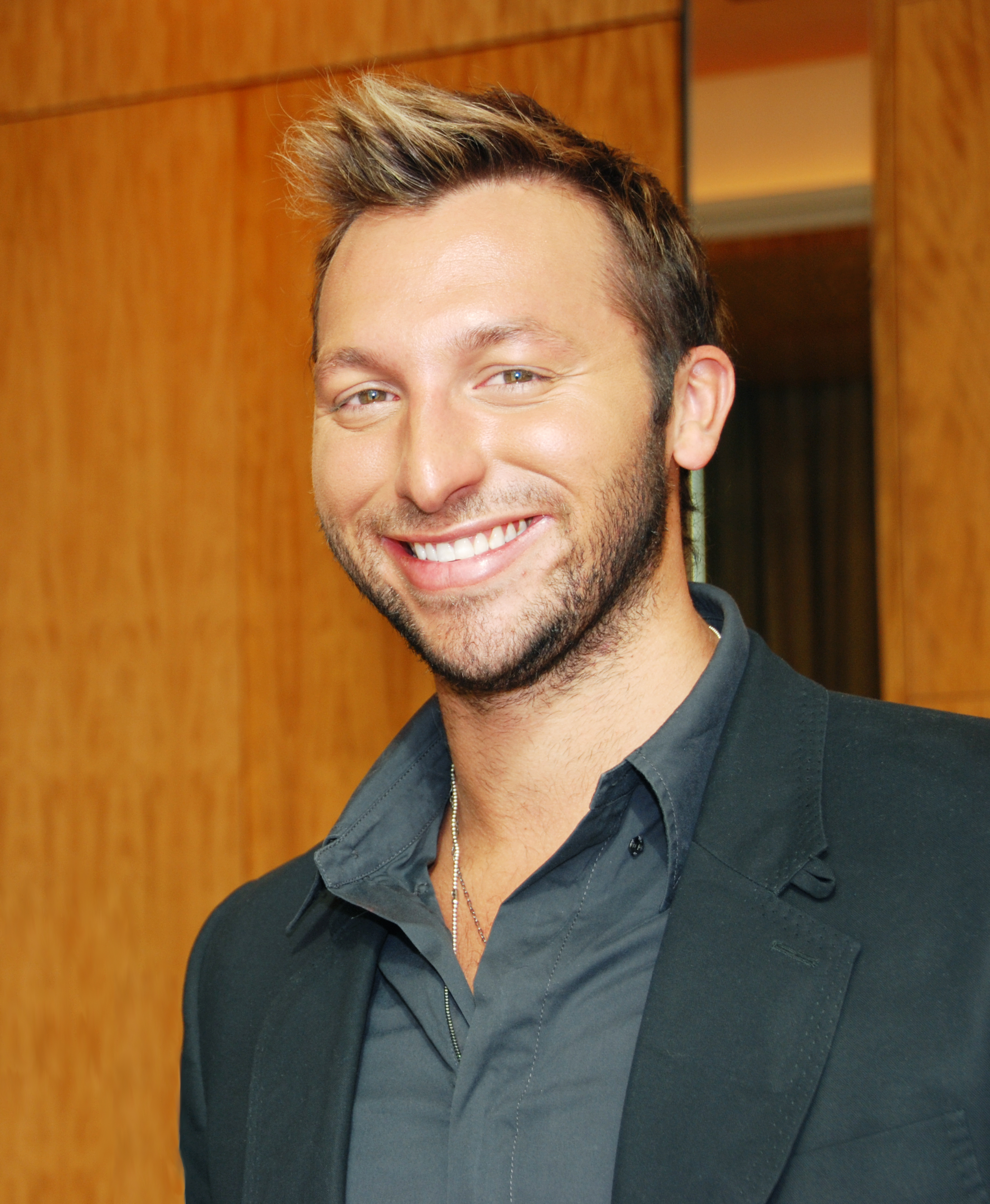
Ian Thorpe va ser premiat els anys 1998, 1999, 2001 i 2002

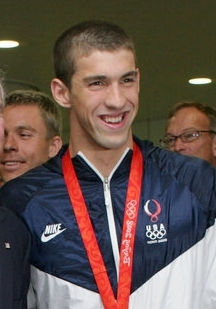
Michael Phelps va ser distingit els anys 2003, 2004, 2006, 2007, 2008 i 2009

Els nadadors dels Estats Units han guanyat el títol en 16 ocasions, seguits per Austràlia (10), i Alemanya de l'Est (6 vegades). Ian Thorpe (AUS) i Michael Phelps (USA) ostenten el rècord amb 4 distincions; Thorpe les guanyà el 1998, 1999, 2001 i 2002, mentre que Phelps l'ha guanyat el 2003, 2004, 2006 i 2007.
Tres nadadores l'han obtingut en 3 ocasions: Krisztina Egerszegi (HUN) el 1991, 1992 i 1995; Janet Evans (USA) el 1987, 1989 i 1990; i Kristin Otto (GDR) el 1984, 1986 i 1988.
Franziska van Almsick és la nadadora més jove en rebre la distinció, amb 15 anys complerts el 5 d'abril. Ian Thorpe ha estat el nadador més jove, ja que en tenia 16 (13 d'octubre) quan guanyà el premi per primer cop.
| Any  | Nedadora              | Nacionalitat  | Nedador                   | Nacionalitat   |
| ---- | --------------------- | ------------- | ------------------------- | -------------- |
| 1980 | Petra Schneider       | RDA           | Rowdy Gaines              | Estats Units   |
| 1981 | Mary T. Meagher       | Estats Units  | Alex Baumann              | Canadà         |
| 1982 | Petra Schneider       | RDA           | Vladímir Sàlnikov         | Unió Soviètica |
| 1983 | Ute Geweniger         | RDA           | Rick Carey                | Estats Units   |
| 1984 | Kristin Otto          | RDA           | Alex Baumann              | Canadà         |
| 1985 | Mary T. Meagher       | Estats Units  | Michael Gross             | RFA            |
| 1986 | Kristin Otto          | RDA           | Matt Biondi               | Estats Units   |
| 1987 | Janet Evans           | Estats Units  | Tamás Darnyi              | Hongria        |
| 1988 | Kristin Otto          | RDA           | Matt Biondi               | Estats Units   |
| 1989 | Janet Evans           | Estats Units  | Mike Barrowman            | Estats Units   |
| 1990 | Janet Evans           | Estats Units  | Mike Barrowman            | Estats Units   |
| 1991 | Krisztina Egerszegi   | Hongria       | Tamás Darnyi              | Hongria        |
| 1992 | Krisztina Egerszegi   | Hongria       | Yevgeny Sadovyi           | Rússia         |
| 1993 | Franziska van Almsick | Alemanya      | Károly Güttler            | Hongria        |
| 1994 | Samantha Riley        | Austràlia     | Kieren Perkins            | Austràlia      |
| 1995 | Krisztina Egerszegi   | Hongria       | Denís Pankràtov           | Rússia         |
| 1996 | Penny Heyns           | Sud-àfrica    | Denís Pankràtov           | Rússia         |
| 1997 | Claudia Poll          | Costa Rica    | Michael Klim              | Austràlia      |
| 1998 | Jenny Thompson        | Estats Units  | Ian Thorpe                | Austràlia      |
| 1999 | Penny Heyns           | Sud-àfrica    | Ian Thorpe                | Austràlia      |
| 2000 | Inge de Bruijn        | Països Baixos | Pieter van den Hoogenband | Països Baixos  |
| 2001 | Inge de Bruijn        | Països Baixos | Ian Thorpe                | Austràlia      |
| 2002 | Natalie Coughlin      | Estats Units  | Ian Thorpe                | Austràlia      |
| 2003 | Hannah Stockbauer     | Alemanya      | Michael Phelps            | Estats Units   |
| 2004 | Yana Klochkova        | Ucraïna       | Michael Phelps            | Estats Units   |
| 2005 | Leisel Jones          | Austràlia     | Grant Hackett             | Austràlia      |
| 2006 | Leisel Jones          | Austràlia     | Michael Phelps            | Estats Units   |
| 2007 | Laure Manaudou        | França        | Michael Phelps            | Estats Units   |
| 2008 | Stephanie Rice        | Austràlia     | Michael Phelps            | Estats Units   |
| 2009 | Federica Pellegrini   | Itàlia        | Michael Phelps            | Estats Units   |
| 2010 | Rebecca Soni          | Estats Units  | Ryan Lochte               | Estats Units   |
| 2011 | Rebecca Soni          | Estats Units  | Ryan Lochte               | Estats Units   |

### Nedador americà de l'any

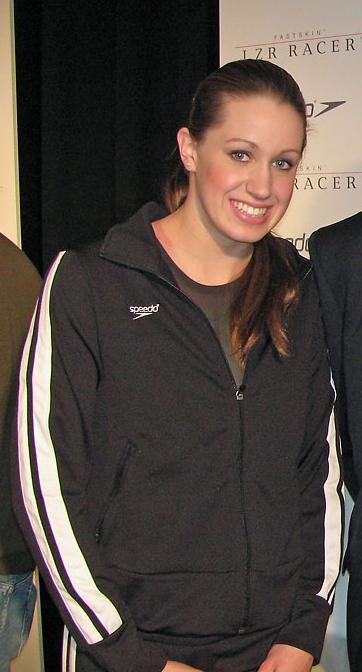
Katie Hoff

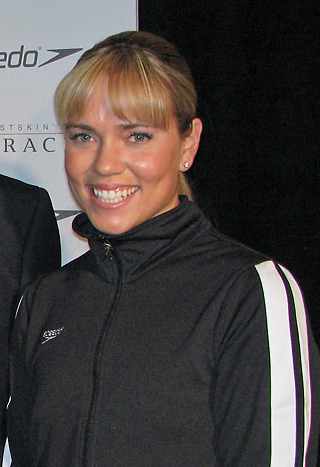
Natalie Coughlin

| Any  | Nedadora                   | Nedador                |
| ---- | -------------------------- | ---------------------- |
| 1980 | Tracy Caulkins             | Mike Bruner            |
| 1981 | Tracy Caulkins             | Craig Beardsley        |
| 1982 | Tracy Caulkins             | Steve Lundquist        |
| 1983 | Tiffany Cohen              | Rick Carey             |
| 1984 | Tracy Caulkins             | Pablo Morales          |
| 1985 | Mary T Meagher             | Matt Biondi            |
| 1986 | Betsy Mitchell             | Matt Biondi            |
| 1987 | Janet Evans                | David Wharton          |
| 1988 | Janet Evans                | Matt Biondi            |
| 1989 | Janet Evans                | Mike Barrowman         |
| 1990 | Janet Evans                | Mike Barrowman         |
| 1991 | Janet Evans                | Mike Barrowman         |
| 1992 | Summer Sanders             | Mike Barrowman         |
| 1993 | Jenny Thompson             | Eric Namesnik          |
| 1994 | Allison Wagner             | Tom Dolan              |
| 1995 | Amy Van Dyken              | Tom Dolan              |
| 1996 | Amy Van Dyken              | relleus 4×100 m estils |
| 1997 | Kristine Quance            | Lenny Krayzelburg      |
| 1998 | Jenny Thompson             | Lenny Krayzelburg      |
| 1999 | Jenny Thompson             | Lenny Krayzelburg      |
| 2000 | Brooke Bennett             | Lenny Krayzelburg      |
| 2000 | Brooke Bennett             | Tom Dolan              |
| 2001 | Natalie Coughlin           | Michael Phelps         |
| 2002 | Natalie Coughlin           | Michael Phelps         |
| 2003 | Amanda Beard               | Michael Phelps         |
| 2004 | Amanda Beard               | Michael Phelps         |
| 2005 | Katie Hoff                 | Aaron Peirsol          |
| 2006 | Katie Hoff                 | Michael Phelps         |
| 2007 | Katie Hoff                 | Michael Phelps         |
| 2008 | Natalie Coughlin           | Michael Phelps         |
| 2009 | Ariana Kukors Rebecca Soni | Michael Phelps         |
| 2010 | Rebecca Soni               | Ryan Lochte            |
| 2011 | Rebecca Soni               | Ryan Lochte            |

### Nedador europeu de l'any

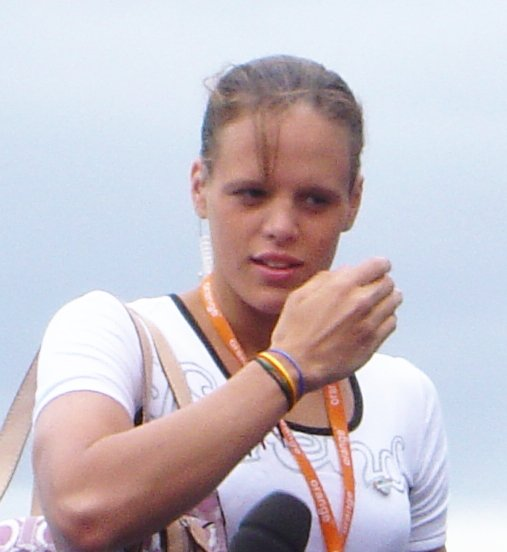
Laure Manaudou

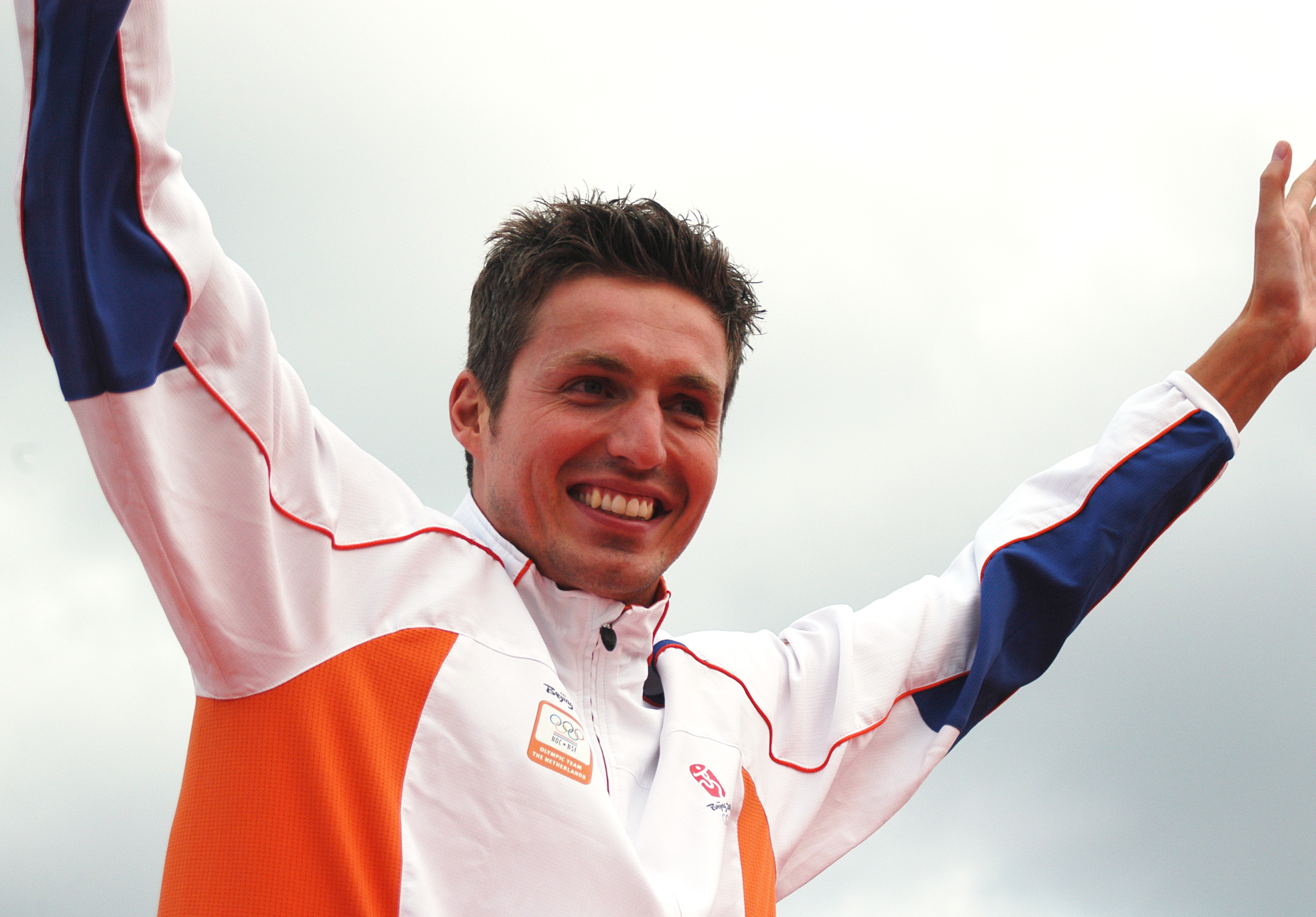
Pieter van den Hoogenband

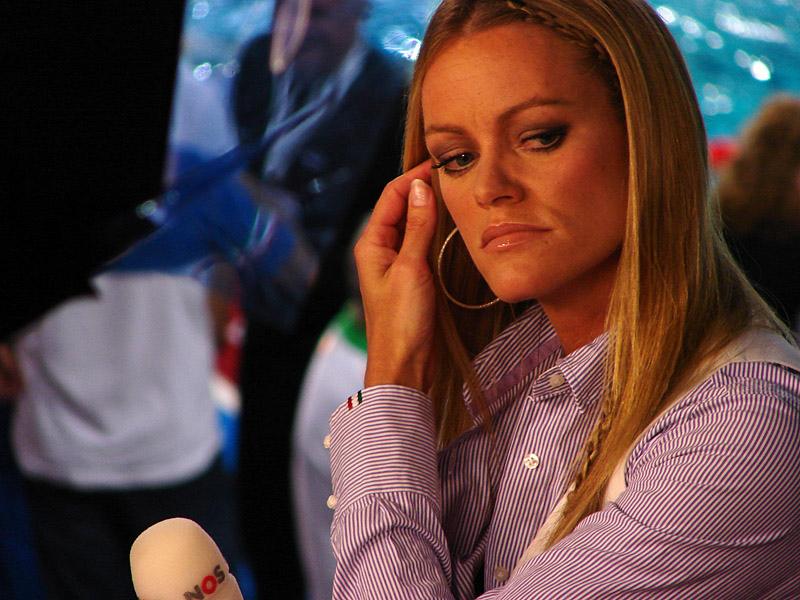
Inge de Bruijn

| Any  | Nedadora              | Nacionalitat  | Nedador                   | Nacionalitat   |
| ---- | --------------------- | ------------- | ------------------------- | -------------- |
| 1980 | Petra Schneider       | RDA           | Vladímir Sàlnikov         | Unió Soviètica |
| 1981 | Ute Geweniger         | RDA           | Sandor Wladar             | Hongria        |
| 1982 | Cornelia Sirch        | RDA           | Michael Gross             | RFA            |
| 1983 | Ute Geweniger         | RDA           | Michael Gross             | RFA            |
| 1984 | Kristin Otto          | RDA           | Michael Gross             | RFA            |
| 1985 | Silke Hörner          | RDA           | Michael Gross             | RFA            |
| 1986 | Kristin Otto          | RDA           | Michael Gross             | RFA            |
| 1987 | Silke Hörner          | RDA           | Tamás Darnyi              | Hongria        |
| 1988 | Kristin Otto          | RDA           | Tamás Darnyi              | Hongria        |
| 1989 | Anke Möhring          | RDA           | Giorgio Lamberti          | Itàlia         |
| 1990 | Krisztina Egerszegi   | Hongria       | Adrian Moorhouse          | Regne Unit     |
| 1991 | Krisztina Egerszegi   | Hongria       | Tamás Darnyi              | Hongria        |
| 1992 | Krisztina Egerszegi   | Hongria       | Yevgeny Sadovyi           | Rússia         |
| 1993 | Franziska van Almsick | Alemanya      | Karoly Guttler            | Hongria        |
| 1994 | Franziska van Almsick | Alemanya      | Alexander Popov           | Rússia         |
| 1995 | Krisztina Egerszegi   | Hongria       | Denís Pankràtov           | Rússia         |
| 1996 | Michelle Smith        | Irlanda       | Denís Pankràtov           | Rússia         |
| 1997 | Ágnes Kovács          | Hongria       | Emiliano Brembilla        | Itàlia         |
| 1998 | Ágnes Kovács          | Hongria       | Denys Sylant'yev          | Ucraïna        |
| 1999 | Inge de Bruijn        | Països Baixos | Pieter van den Hoogenband | Països Baixos  |
| 2000 | Inge de Bruijn        | Països Baixos | Pieter van den Hoogenband | Països Baixos  |
| 2001 | Inge de Bruijn        | Països Baixos | Roman Sloudnov            | Rússia         |
| 2002 | Franziska van Almsick | Alemanya      | Pieter van den Hoogenband | Països Baixos  |
| 2003 | Hannah Stockbauer     | Alemanya      | Alexander Popov           | Rússia         |
| 2004 | Yana Klochkova        | Ucraïna       | Pieter van den Hoogenband | Països Baixos  |
| 2005 | Otylia Jędrzejczak    | Polònia       | László Cseh               | Hongria        |
| 2006 | Laure Manaudou        | França        | László Cseh               | Hongria        |
| 2007 | Laure Manaudou        | França        | Mateusz Sawrymowicz       | Polònia        |
| 2008 | Rebecca Adlington     | Regne Unit    | Alain Bernard             | França         |
| 2009 | Federica Pellegrini   | Itàlia        | Paul Biedermann           | Alemanya       |
| 2010 | Federica Pellegrini   | Itàlia        | Camille Lacourt           | França         |
| 2011 | Federica Pellegrini   | Itàlia        | Alexander Dale Oen        | Noruega        |

### Nedador del Pacífic de l'any
Aquesta distinció va ser creada el 1995, l'any que dus nadadores australianes, Kieren Perkins i Samantha Riley, foren les primeres nadadores de la zona en ser premiades amb el títol de nadadores mundials de l'any. En 21 de les 26 distincions han rebut el premi nadadors i nadadores australianes. Ian Thorpe l'ha guanyat en 6 ocasions (5 de seguides) i Susie O'Neill ho ha estat en 4 ocasions, 3 d'elles de manera consecutiva. Kosuke Kitajima (Japó) és l'únic no australià que l'ha guanyat en més d'una ocasió, el 2003 i el 2007).
| Any  | Nadadora          | Nacionalitat    | Nadador         | Nacionalitat    |
| ---- | ----------------- | --------------- | --------------- | --------------- |
| 1995 | Susie O'Neill     | Austràlia       | Scott Miller    | Austràlia       |
| 1996 | Jingyi Le         | R.P. de la Xina | Danyon Loader   | Nova Zelanda    |
| 1997 | Samantha Riley    | Austràlia       | Michael Klim    | Austràlia       |
| 1998 | Susie O'Neill     | Austràlia       | Ian Thorpe      | Austràlia       |
| 1999 | Susie O'Neill     | Austràlia       | Ian Thorpe      | Austràlia       |
| 2000 | Susie O'Neill     | Austràlia       | Ian Thorpe      | Austràlia       |
| 2001 | Petria Thomas     | Austràlia       | Ian Thorpe      | Austràlia       |
| 2002 | Petria Thomas     | Austràlia       | Ian Thorpe      | Austràlia       |
| 2003 | Leisel Jones      | Austràlia       | Kosuke Kitajima | Japó            |
| 2004 | Jodie Henry       | Austràlia       | Ian Thorpe      | Austràlia       |
| 2005 | Leisel Jones      | Austràlia       | Grant Hackett   | Austràlia       |
| 2006 | Leisel Jones      | Austràlia       | Tae Hwan Park   | Corea del Sud   |
| 2007 | Libby Lenton      | Austràlia       | Kosuke Kitajima | Japó            |
| 2008 | Stephanie Rice    | Austràlia       | Kosuke Kitajima | Japó            |
| 2009 | Jessicah Schipper | Austràlia       | Zhang Lin       | R.P. de la Xina |
| 2010 | Alicia Coutts     | Austràlia       | Kosuke Kitajima | Japó            |
| 2011 | Ye Shiwen         | R.P. de la Xina | Sun Yang        | R.P. de la Xina |

### Nedador africà de l'any
La distinció de African Swimmer of the Year, el nedador africà de l'any, va ser creada el 2004, l'any que la República de Sud-àfrica guanyà els 4 × 100 m estils lliures masculí en els Jocs Olímpics d'aquell any.
| Any  | Nadadora          | Nacionalitat | Male Winner                            | Nadador              |
| ---- | ----------------- | ------------ | -------------------------------------- | -------------------- |
| 2004 | Kirsty Coventry   | Zimbàbue     | Roland Schoeman                        | Sud-àfrica           |
| 2005 | Kirsty Coventry   | Zimbàbue     | Roland Schoeman                        | Sud-àfrica           |
| 2006 | Suzaan van Biljon | Sud-àfrica   | Roland Schoeman                        | Sud-àfrica           |
| 2007 | Kirsty Coventry   | Zimbàbue     | Roland Schoeman                        | Sud-àfrica           |
| 2008 | Kirsty Coventry   | Zimbàbue     | Oussama Mellouli                       | Tunísia              |
| 2009 | Kirsty Coventry   | Zimbàbue     | Oussama Mellouli Cameron van der Burgh | Tunísia · Sud-àfrica |
| 2010 | Mandy Loots       | Sud-àfrica   | Cameron van der Burgh                  | Sud-àfrica           |
| 2011 | Kirsty Coventry   | Zimbàbue     | Cameron van der Burgh                  | Sud-àfrica           |

### Nedador en aigües lliures de l'any
El premi Open Water Swimmer of the Year al millor nedador en aigües lliures de l'any va ser creat el 2005, l'any que el Comitè Olímpic Internacional anuncià que la prova de natació en aigües lliures participaria, per primer cop, en els Jocs Olímpics, els de Pequín.
| Any  | Nadadora         | Nacionalitat  | Nadador                         | Nacionalitat      |
| ---- | ---------------- | ------------- | ------------------------------- | ----------------- |
| 2005 | Edith van Dijk   | Països Baixos | Thomas Lurz                     | Alemanya          |
| 2005 | Edith van Dijk   | Països Baixos | Chip Peterson                   | Estats Units      |
| 2006 | Larisa Ilchenko  | Rússia        | Thomas Lurz                     | Alemanya          |
| 2007 | Larisa Ilchenko  | Rússia        | Vladímir Diatxin                | Rússia            |
| 2008 | Larisa Ilchenko  | Rússia        | Maarten van der Weijden         | Països Baixos     |
| 2009 | Keri-Anne Payne  | Regne Unit    | Thomas Lurz                     | Alemanya          |
| 2010 | Martina Grimaldi | Itàlia        | Valerio Cleri                   | Itàlia            |
| 2011 | Keri-Anne Payne  | Regne Unit    | Thomas Lurz Spyridon Gianniotis | Alemanya · Grècia |

### Nedador discapacitat de l'any
Aquest premi va ser creat l'any 2003. El 2004 no es va concedir però sí els anys següents.
| Any  | Guanyadora           | Nacionalitat | Guanyador       | Nacionalitat    |
| ---- | -------------------- | ------------ | --------------- | --------------- |
| 2003 | Danielle Watts       | Regne Unit   | Sergei Punko    | Belarús         |
| 2005 | Erin Popovich        | Estats Units | Benoit Huot     | Canadà          |
| 2006 | Jessica Long         | Estats Units | Wang Xiaofu     | R.P. de la Xina |
| 2007 | Valerie Grand-Maison | Canadà       | Matthew Cowdrey | Austràlia       |
| 2008 | Natalie du Toit      | Sud-àfrica   | Matthew Cowdrey | Austràlia       |
| 2009 | Mallory Weggemann    | Estats Units | Daniel Dias     | Brasil          |
| 2010 | Mallory Weggemann    | Estats Units | Daniel Dias     | Brasil          |
| 2011 | Jessica Long         | Estats Units | Daniel Dias     | Brasil          |